# Café Novelty

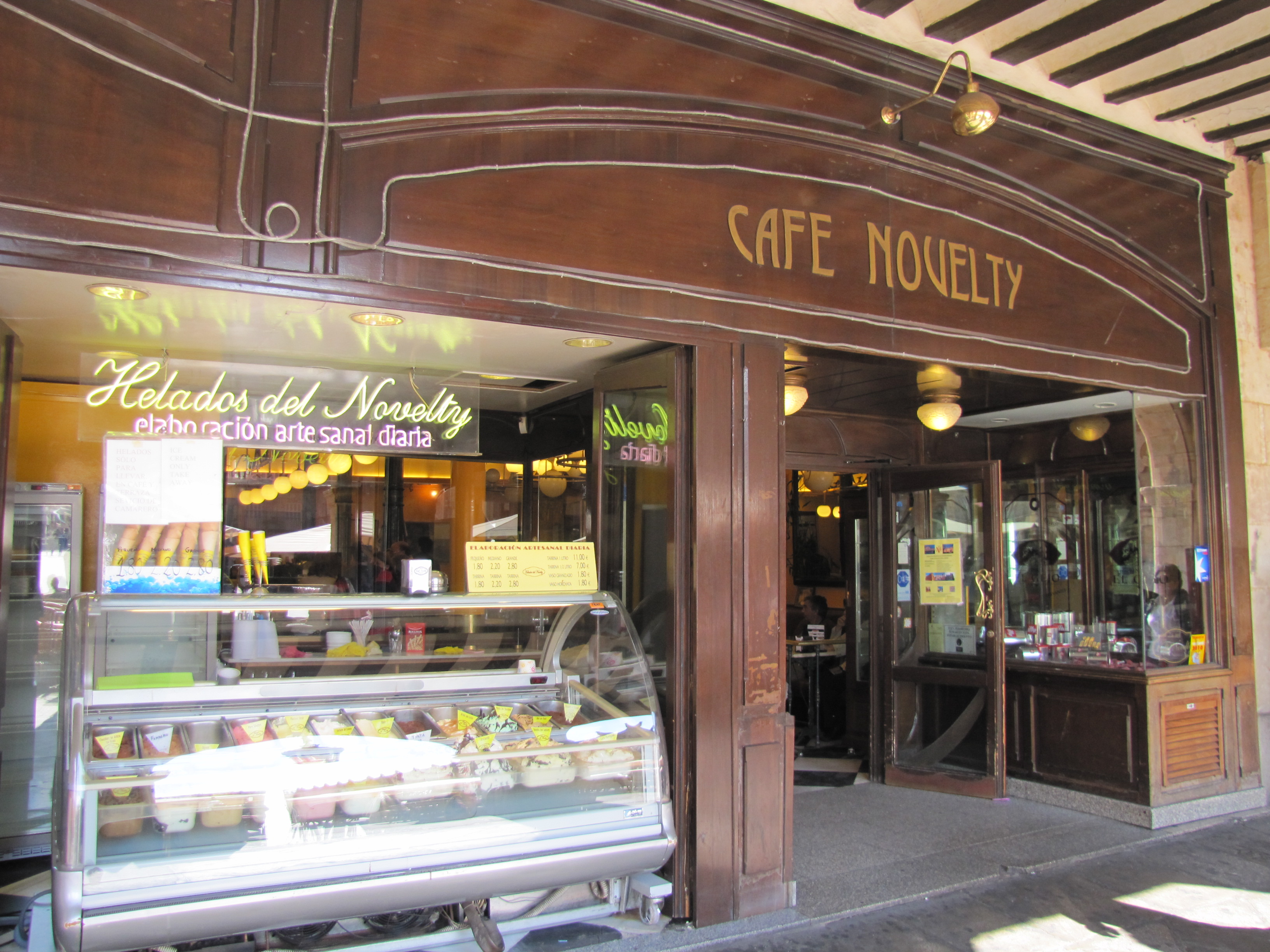
Café Novelty: Eingang im Neo-Jugendstil

Das Café Novelty  ist das älteste bestehende Kaffeehaus der spanischen Universitätsstadt Salamanca. Das 1905 gegründete Café am Hauptplatz Plaza Mayor wurde berühmt als Treffpunkt von Künstlern, Literaten und Politikern. Die hier tagenden Tertulias besuchten Persönlichkeiten wie Miguel de Unamuno, José Ortega y Gasset, Antonio Tovar, Juan Benet, Pedro Laín Entralgo, Francisco Umbral, Carmen Martín Gaite, Gonzalo Torrente Ballester und Víctor García de la Concha.
Bei seiner Eröffnung war das Café viermal so groß wie heute. Es bot Billardtische, ein Restaurant und einen Tanzsaal und galt für ein halbes Jahrhundert als „erste Adresse“. Seine Gründer waren die Brüder Vicente und Federico García Martín. König Alfonso XIII. dinierte hier. Im Spanischen Bürgerkrieg wurde es in Café National umbenannt (bis 1964). Für Diktator Francisco Franco wurde anlässlich der Verleihung des Ehrendoktorats der Universität Salamanca hier in den 1950er Jahren ein Festbankett ausgerichtet.
Nach einer Periode des Niedergangs und der kurzfristigen Schließung in den 1960er Jahren kam es nach 1964 zur Wiedergeburt des Cafés unter seinem alten Namen, seit den 1980er Jahren kam es auch zum Versuch einer teilweisen Rekonstruktion seiner alten prächtigen Innenausstattung.
Heute gilt das Café wieder als Vorzeigeinstitution der Stadt und literarischer und künstlerischer Treffpunkt. Víctor García de la Concha, Juan Manuel de Prada, Jorge Volpi und Paco Novelty verkehren hier, und ausländische Ehrengäste wie Jimmy Carter,  François Mitterrand und Jacques Delors wurden hier bewirtet.

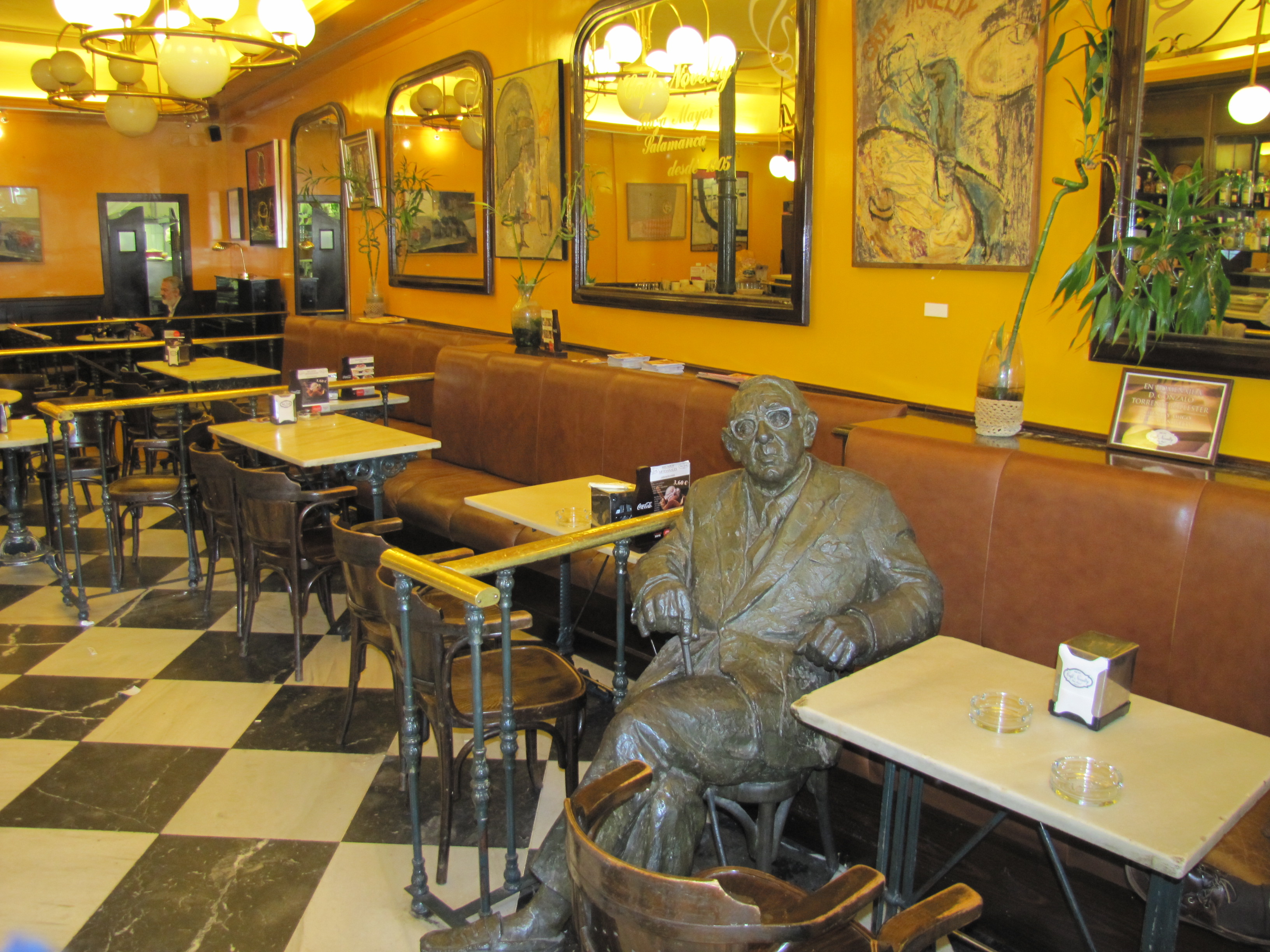
Statue des Gonzalo Torrente Ballester in Café Novelty, ein Werk von Fernando Mayoral

## Galerie

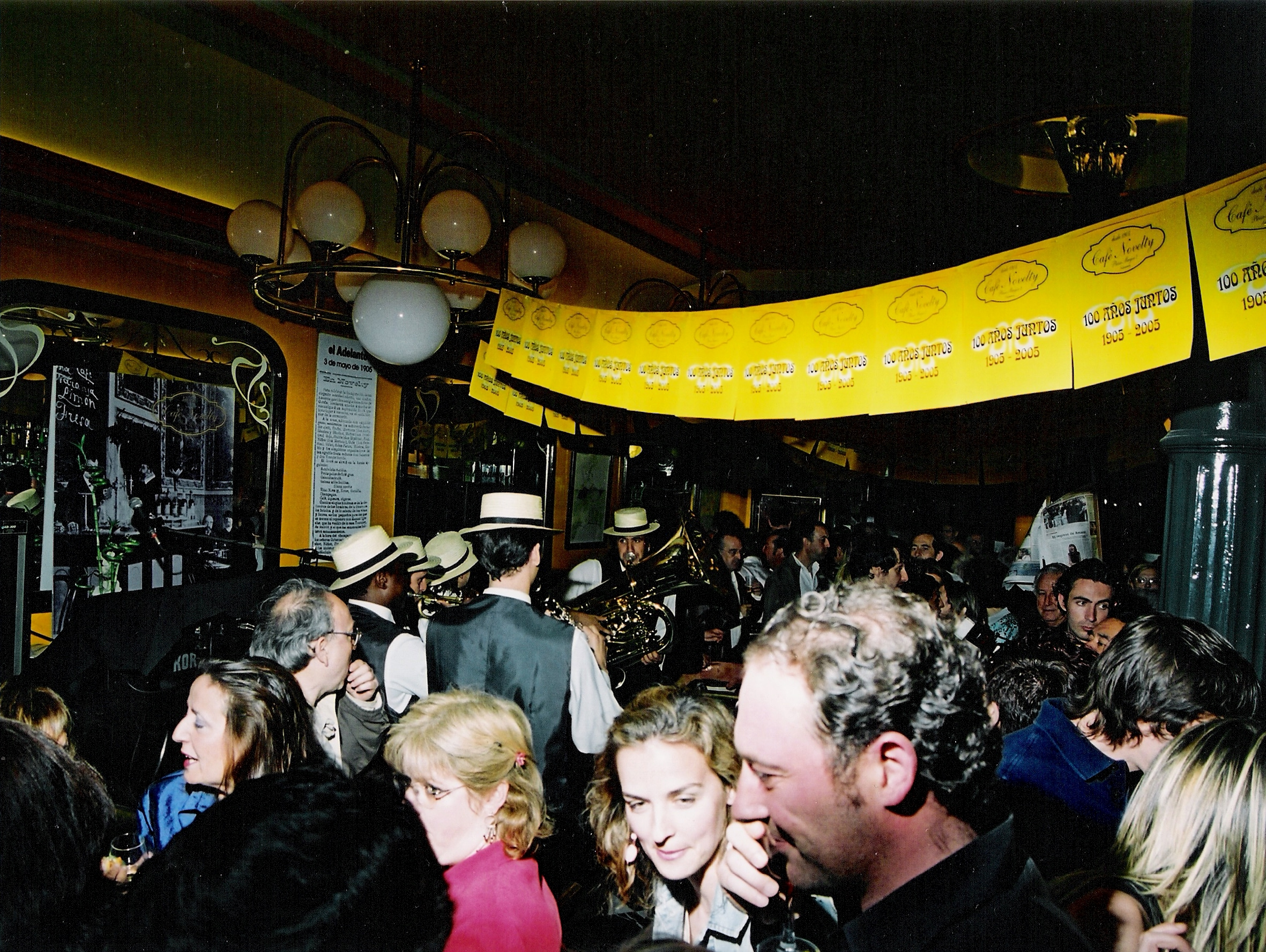
Hundertjahresfeier des Café Novelty.
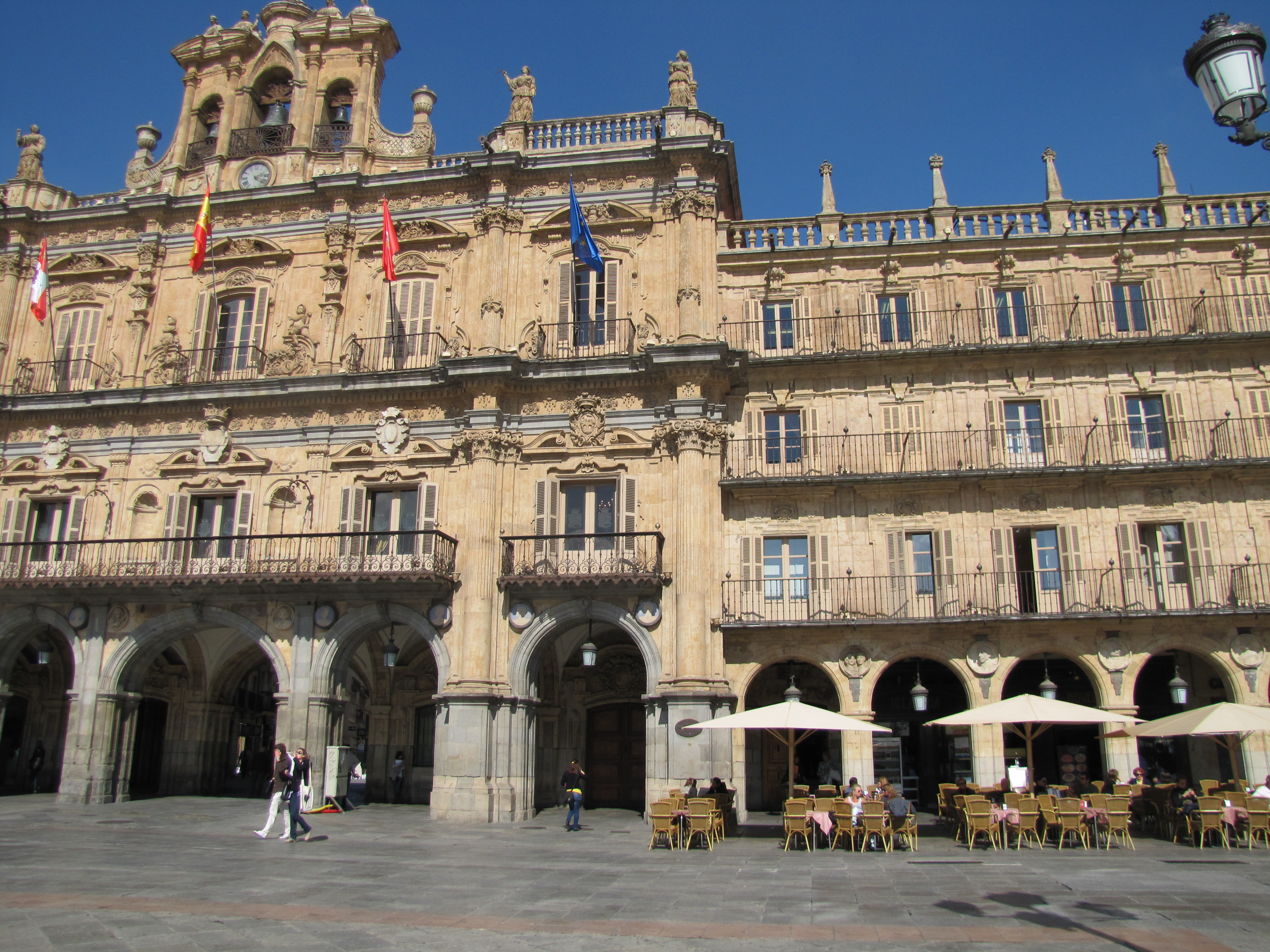
Plaza Mayor, Rathaus und Café Novelty.